# Okondo
Okondo – gmina w Hiszpanii, w prowincji Araba, w Kraju Basków, o powierzchni 29,9 km². W 2011 roku gmina liczyła 1157 mieszkańców.